# Nagminne zapalenie przyusznic

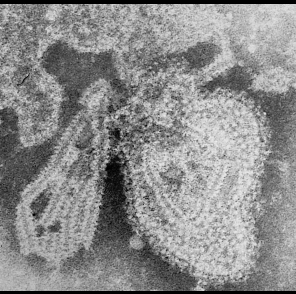
Mikrofotografia wirusa świnki

Nagminne zapalenie przyusznic, świnka (łac. parotitis epidemica, ang. mumps) – choroba wirusowa ludzi dotycząca głównie dzieci w wieku szkolnym, wywoływana przez wirus świnki, objawiająca się w około połowie przypadków bolesnym powiększeniem ślinianek przyusznych. Dzięki wprowadzeniu szczepień ochronnych zachorowalność i częstość powikłań w krajach rozwiniętych znacznie się zmniejszyły. Wbrew powszechnej opinii, na świnkę można zachorować więcej niż jeden raz w ciągu życia, jednak nie zdarza się to często.

## Etiologia
Do zakażeń wirusem dochodzi najczęściej zimą i wczesną wiosną. Rozszerza się drogą kropelkową lub przez ślinę, która może się znajdować na pożywieniu albo przedmiotach. Wirus ma dużą zdolność zarażania.
Okres wylęgania wynosi 2–3 tygodni, a okres zarażalności zaczyna się 2–4 dni przed wystąpieniem objawów i trwa 7–9 dni po ustąpieniu. Człowiek jest jedynym rezerwuarem wirusa.

## Objawy i przebieg
Bardzo często (u połowy chorych) nie występują żadne objawy choroby i zakażenie można stwierdzić jedynie przez wykrycie przeciwciał we krwi.
Jeżeli przebieg jest objawowy, najczęstszymi objawami są:
- złe samopoczucie
- gorączka
- bóle głowy
- bóle mięśni
- obrzęk ślinianek przyusznych
- aseptyczne zapalenie opon mózgowo-rdzeniowych o zazwyczaj typowym i łagodnym przebiegu.

Obrzęk ślinianek powoduje ból przy otwieraniu ust i gryzieniu. Skóra nad nimi jest nabrzmiała, blada, lekko błyszcząca i napięta.
Opisywane powikłania:
- zapalenie jąder, mogące prowadzić do bezpłodności
- zapalenie jajników
- zapalenie trzustki
- porażenia nerwów czaszkowych
- ataksja
- zapalenie rdzenia
- głuchota

## Leczenie
Leczenie polega na podawaniu leków przeciwgorączkowych, przeciwzapalnych (mają one na celu zapobieganie powikłaniom) oraz hamujących namnażanie wirusów, poprawiających zarazem odporność. W zapaleniu jądra i zapaleniu stawów podaje się kortykosterydy i niesterydowe leki przeciwzapalne. W leczeniu dodatkowo ważny jest wypoczynek i izolacja osoby chorej. Często ulgę może przynieść rozgrzanie obolałych miejsc przez założenie miękkiego szalika na szyję, ciepłe okłady czy też smarowanie maścią ogrzewającą. Podawane osobie chorej posiłki powinny być nie za gorące ani za zimne, o nieostrym smaku, płynne lub półpłynne.
Przeciwko śwince dostępne są szczepienia, w Polsce obowiązkowe, wchodzące w skład kalendarza szczepień. Zazwyczaj jest to szczepionka skojarzona, tzn. jednoczesne szczepienie przeciwko śwince, odrze i różyczce. Szczepienie wykonuje się między 13. a 15. miesiącem życia, a następnie podaje dawkę przypominającą w 6. roku życia (u dzieci urodzonych w 2013 roku lub wcześniej, które nie otrzymały dawki przypominającej – w 10. roku życia). Twórcą szczepionki jest Maurice Hilleman.

## Historia
Choroba opisywana była już w czasach starożytnych, jej objawy, w tym zapalenie jąder, opisał Hipokrates. Objawy neurologiczne w śwince opisał Robert Hamilton w XVIII wieku. W 1934 jej etiologię wirusową udowodnili Johnson i Goodpasture.

## Klasyfikacja ICD10
| kod ICD10     | nazwa choroby                              |
| ------------- | ------------------------------------------ |
| ICD-10: B26   | Świnka                                     |
| ICD-10: B26.0 | Świnkowe zapalenie jądra (N51.1*)          |
| ICD-10: B26.1 | Świnkowe zapalenie opon mózgowych (G02.0*) |
| ICD-10: B26.2 | Świnkowe zapalenie mózgu (G05.1*)          |
| ICD-10: B26.3 | Świnkowe zapalenie trzustki (K87.1*)       |
| ICD-10: B26.8 | Świnka z innymi powikłaniami               |
| ICD-10: B26.9 | Świnka bez komplikacji                     |